# ذخیره‌گاه طبیعی راوندنا
ذخیره‌گاه طبیعی راوندنا (انگلیسی: Raudna Nature Reserve) یک ذخیره‌گاه طبیعی در شهرستان ویلیاندی، استونی است که در سال ۱۹۹۴ میلادی به ثبت رسیده و ۲۹ هکتار وسعت دارد.
از جانوران این منطقه میتوان به چنگر، کشیم گردن‌سرخ، سلیم طوقی کوچک، پرستودریایی معمولی و گیلانشاه بزرگ اشاره کرد.